# Canton du Lamentin
Pour les articles homonymes, voir Canton du Lamentin (homonymie).
Le canton du Lamentin est une ancienne division administrative française située dans le département et la région de la Martinique.

## Historique
Le canton du Lamentin est un ancien canton de la Martinique qui, en 1985, est scindé en trois nouveaux cantons : Le Lamentin-1-Sud-Bourg, Le Lamentin-2-Nord et Le Lamentin-3-Est.

## Géographie
Ce canton était organisé autour du Lamentin dans l'arrondissement de Fort-de-France. 

## Représentation
| Période                                                 | Période | Identité                         | Étiquette | Qualité |
| ------------------------------------------------------- | ------- | -------------------------------- | --------- | --- |
| 1958                                                    | 1970    | Pierre Zobda-Quitman (1923-1987) | PCM       | Employé puis cadre hospitalier Conseiller municipal (1959-1971) puis Maire adjoint (1971-1987) du Lamentin |
| 1970                                                    | 1985    | Georges Gratiant (1907-1992)     | PCM       | Avocat Maire du Lamentin (1959-1989)                                                                       |
| Les données antérieures ne sont pas encore mentionnées. |         |                                  |           | |